# ロッキー羽田
ロッキー羽田（ロッキーはた、1948年9月12日 - 1991年10月27日）は、日本の大相撲力士、プロレスラー。北海道厚岸郡出身。本名：羽田 光男（はた みつお）。大相撲の花籠部屋を経て、日本プロレスおよび全日本プロレスで活動した。

## 来歴
1965年1月、大相撲の花籠部屋に入門、四股名は「羽田」→「神龍」→「羽田」→「大厳威」。序ノ口優勝1回、最高位は幕下26枚目。1972年1月、大相撲を廃業し日本プロレスに入門、本名の羽田 光男の名義でデビューする。
1973年5月、日本プロレス崩壊により全日本プロレスに移籍。1975年よりアメリカ武者修業を行い、オクラホマのトライ・ステート地区やカンザスのセントラル・ステーツ地区など、NWAのローカル・テリトリーにおいて東洋人ヒールとして活動。カンザスでは1976年11月4日にボブ・スローターと組み、アンドレ・ザ・ジャイアント&ハーリー・レイスの豪華コンビとも対戦。ブルドッグ・ブラウンをパートナーに、同年12月2日にマイク・ジョージ&スーパー・インターン（トム・アンドリュース）、1977年1月16日にレイス&パット・オコーナーを破り、セントラル・ステーツ版のNWA世界タッグ王座も2回獲得した。セントルイスのキール・オーディトリアムにもブラウンとのコンビで出場し、AWAのハイ・フライヤーズ（グレッグ・ガニア&ジム・ブランゼル）と対戦している。
1977年5月開幕の『NWAチャンピオン・シリーズ』に凱旋帰国。開幕戦の福生市大会で行われた凱旋試合では、メインイベントでジャンボ鶴田と組み、バロン・フォン・ラシク&マリオ・ミラノと対戦した。その後はロッキー羽田をリングネームに活動。同年12月の『世界オープンタッグ選手権』には天龍源一郎との「フレッシュコンビ」で出場。1979年8月には『プロレス夢のオールスター戦』で新日本プロレスの坂口征二と対戦。以降は目立った活躍もなく、アンダーカードの中堅選手として活動後、内臓疾患で1987年に引退した。
1991年10月27日、急性腎不全のため死去。43歳没。

## 追記
- 全日本プロレスから期待の程が窺える経歴であったが、酒好きの練習嫌いであり自己管理能力と練習不足を指摘される試合もあった。天龍源一郎は「体も大きくて上手い選手だったが、とにかく人が良くて馬鹿正直な人でね」と性格面の欠点を指摘していた。1979年8月の『プロレス夢のオールスター戦』ではガチガチに緊張してしまい、朝まで酒を飲んで酔ったまま会場に向かうなど[10]、ここでも自己管理の甘さを露呈した。
- 1987年から1991年に週刊少年ジャンプで連載されていた漫画『燃える!お兄さん』に、同名（ただし姓の読みは「はだ」）のレギュラーキャラクターが登場していた。

## 獲得タイトル
セントラル・ステーツ・レスリング
- NWA世界タッグ王座（セントラル・ステーツ版）：2回（w / ブルドッグ・ボブ・ブラウン）[4]

## 得意技
- ドロップキック
- サイドスープレックス
- バックドロップ
- ヘッドロック
- アトミック・ドロップ

## ドラマ出演
- 闘え!ドラゴン 第25話「逆襲! 暗闇の虎」、第26話「ドラゴンよ さらば」（1974年、東京12チャンネル）
- 探偵物語 第11話「鎖の街」（1979年、日本テレビ） ※「ロッキー畑」名義で出演